# Светлый (Ханты-Мансийский автономный округ)
Светлый — посёлок в Берёзовском районе Ханты-Мансийского автономного округа — Югры России. Входит в состав сельского поселения Светлый.
Расположен на реке Пунга в 50 км к югу от Игрима.

## Население
| 2010  | 2012  | 2013  | 2014  | 2015  | 2016  | 2017  |
| ----- | ----- | ----- | ----- | ----- | ----- | ----- |
| 1453  | ↘1397 | ↗1413 | ↘1401 | ↘1347 | ↘1283 | ↘1267 |
| 2018  | 2019  | 2020  | 2021  |       |       |       |
| ↘1231 | ↘1207 | ↗1213 | ↗1451 |       |       |       |

## Климат
Климат резко континентальный. Зима суровая с сильными ветрами и метелями, продолжающаяся семь месяцев. Лето относительно тёплое.